# Nationalpark Hunsrück-Hochwald
Nationalpark Hunsrück-Hochwald ligger i västra Tyskland i bergstrakten Hunsrück vid gränsen mellan förbundsländerna Rheinland-Pfalz och Saarland. I regionen förekommer förutom skog större områden med jordbruk och vinodling. Ett av parkens syften är att skogen åter får sin ursprungliga form. I nationalparken finns betydande populationer av vildkatt och svart stork.
Intresset för en nationalpark uppkom 2011 i Rheinland-Pfalz som regerades av en koalition mellan socialdemokrater och det gröna partiet. Efter flera möten mellan ansvariga från båda förbundsländer och flera kommuner inrättades nationalparken i mars 2015.